# Louette-Saint-Denis
Louette-Saint-Denis (en wallon Li Grande Louwate) est une section de la commune belge de Gedinne située en Région wallonne dans la province de Namur.
Le village est borné au Nord par Gedinne; au Nord-Est et à l’Est par Bièvre; au Sud, par Bellefontaine et à l’Ouest, par Louette-Saint-Pierre.
C'était une commune à part entière avant la fusion des communes de 1977.

## Évolution démographique
- Source: DGS, 1831 à 1970=recensements population, 1976= habitants au 31 décembre

## Histoire
Vers 950, Hersende, épouse d’Eilbert de Florennes, fonde l’abbaye de Waulsort, qu’elle dote de plusieurs villages dont Louette-Saint-Denis. 
Jusqu’à la fin de l’Ancien Régime, cette abbaye y détiendra une seigneurie foncière et y nommera les curés tandis que le comte d’Orchimont en sera l’avoué ou protecteur.
À la fin du XIIIe siècle, le comte d’Orchimont cède certains droits au châtelain d’Orchimont — droits qui échoient bientôt à la famille des Masbourg — de telle sorte qu’on se trouve en présence de trois seigneuries; cet état de choses va provoquer maintes fois des contestations, réglées par les tribunaux du duché de Luxembourg.
À la fin du XVIIe siècle, ce sont les Jésuites de Liège qui acquièrent des biens et des droits, légués par les Masbourg.
En 1754 et 1755, l’abbaye de Waulsort et les Jésuites de Liège abandonnent leurs droits à Charles de Vaulx, seigneur de Bellefontaine, dont les descendants se maintiendront dans le village jusqu’à la fin de l’Ancien Régime.
La population a toujours vécu traditionnellement de l’agriculture et de l’exploitations de la forêt.
En 1830, la population s’élevait à 260 habitants répartis dans 57 maisons en pierre, recouvertes d’ardoises grossières appelés faiseaux.

## Patrimoine et culture

### Patrimoine architectural

#### Patrimoine classé
Le moulin de Louette-Saint-Denis situé au nord du village.